# Liste der Bildungsminister Namibias
Dies ist eine Liste der Bildungsminister Namibias (englisch Minister of Education).

## Minister
| Nr. | Foto                                                                                           | Name                                                                                           | Lebensdaten                                                                                    | Partei                                                                                         | Kabinett                                                                                       | Amtszeit (Beginn)                                                                              | Amtszeit (Ende)                                                                                |
| Minister für Bildung, Kultur, Jugend und Sport Minister of Education, Culture, Youth and Sport                               | Minister für Bildung, Kultur, Jugend und Sport Minister of Education, Culture, Youth and Sport | Minister für Bildung, Kultur, Jugend und Sport Minister of Education, Culture, Youth and Sport | Minister für Bildung, Kultur, Jugend und Sport Minister of Education, Culture, Youth and Sport | Minister für Bildung, Kultur, Jugend und Sport Minister of Education, Culture, Youth and Sport | Minister für Bildung, Kultur, Jugend und Sport Minister of Education, Culture, Youth and Sport | Minister für Bildung, Kultur, Jugend und Sport Minister of Education, Culture, Youth and Sport | Minister für Bildung, Kultur, Jugend und Sport Minister of Education, Culture, Youth and Sport |
| --- | ---------------------------------------------------------------------------------------------- | ---------------------------------------------------------------------------------------------- | ---------------------------------------------------------------------------------------------- | ---------------------------------------------------------------------------------------------- | ---------------------------------------------------------------------------------------------- | ---------------------------------------------------------------------------------------------- | ---------------------------------------------------------------------------------------------- |
| 01 |                                                                                                | Nahas Angula                                                                                   | 1943–                                                                                          | SWAPO                                                                                          | Nujoma I                                                                                       | 1990                                                                                           | 1991                                                                                           |
| Minister für Grundbildung und Kultur Minister of Basic Education and Culture                                                 |                                                                                                |                                                                                                |                                                                                                |                                                                                                |                                                                                                |                                                                                                |                                                                                                |
| 0 |                                                                                                | Nahas Angula                                                                                   | 1943–                                                                                          | SWAPO                                                                                          | Nujoma I                                                                                       | 1992                                                                                           | 1995                                                                                           |
| Minister für Höhere Bildung und Berufsbildung Minister of Higher Education & Vocational Education                            |                                                                                                |                                                                                                |                                                                                                |                                                                                                |                                                                                                |                                                                                                |                                                                                                |
| 0 |                                                                                                | Nahas Angula                                                                                   | 1943–                                                                                          | SWAPO                                                                                          | Nujoma II                                                                                      | 1995                                                                                           | 2000                                                                                           |
| 0 | Nujoma III                                                                                     | Nahas Angula                                                                                   | 1943–                                                                                          | SWAPO                                                                                          | 2000                                                                                           | 2005                                                                                           |                                                                                                |
| Minister für Grundbildung, Kultur und Sport Minister of Basic Education, Culture and Sport                                   |                                                                                                |                                                                                                |                                                                                                |                                                                                                |                                                                                                |                                                                                                |                                                                                                |
| 02 |                                                                                                | John Mutorwa                                                                                   | 1957–                                                                                          | SWAPO                                                                                          | Nujoma II                                                                                      | 1995                                                                                           | 2000                                                                                           |
| 02 | Nujoma III                                                                                     | John Mutorwa                                                                                   | 1957–                                                                                          | SWAPO                                                                                          | 2000                                                                                           | 2005                                                                                           |                                                                                                |
| Minister für Bildung Minister of Education                                                                                   |                                                                                                |                                                                                                |                                                                                                |                                                                                                |                                                                                                |                                                                                                |                                                                                                |
| 03 |                                                                                                | Nangolo Mbumba                                                                                 | 1941–                                                                                          | SWAPO                                                                                          | Pohamba I                                                                                      | 2005                                                                                           | 2010                                                                                           |
| 04 |                                                                                                | Abraham Iyambo                                                                                 | 1961–2013                                                                                      | SWAPO                                                                                          | Pohamba II                                                                                     | 2010                                                                                           | 2013                                                                                           |
| 05 |                                                                                                | David Namwandi                                                                                 | 1954–                                                                                          | SWAPO                                                                                          | Pohamba II                                                                                     | 2013                                                                                           | 2015                                                                                           |
| Minister für Höhere Bildung, Training und Innovation Minister of Higher Education, Training and Innovation                   |                                                                                                |                                                                                                |                                                                                                |                                                                                                |                                                                                                |                                                                                                |                                                                                                |
| 06 |                                                                                                | Itah Kandji-Murangi                                                                            | 1957–                                                                                          | SWAPO                                                                                          | Geingob I                                                                                      | 2015                                                                                           | 2020                                                                                           |
| 06 | Geingob II Mbumba                                                                              | Itah Kandji-Murangi                                                                            | 1957–                                                                                          | SWAPO                                                                                          | 2020                                                                                           | 2025                                                                                           |                                                                                                |
| Minister für Bildung, Kunst und Kultur Minister of Education, Arts and Culture                                               |                                                                                                |                                                                                                |                                                                                                |                                                                                                |                                                                                                |                                                                                                |                                                                                                |
| 07 |                                                                                                | Katrina Hanse-Himarwa                                                                          | 1967–2024                                                                                      | SWAPO                                                                                          | Geingob I                                                                                      | 2015                                                                                           | 2019                                                                                           |
| 0 |                                                                                                | Martin Andjaba (interimistisch)                                                                | 1957–                                                                                          | SWAPO                                                                                          | Geingob I                                                                                      | 2019                                                                                           | 2020                                                                                           |
| 08 |                                                                                                | Anna Nghipondoka                                                                               | 1957–                                                                                          | SWAPO                                                                                          | Geingob II Mbumba                                                                              | 2020                                                                                           | 2025                                                                                           |
| Minister für Bildung, Innovation, Jugend, Sport, Kunst und Kultur Minister of Education, Innovation, Sport, Arts and Culture |                                                                                                |                                                                                                |                                                                                                |                                                                                                |                                                                                                |                                                                                                |                                                                                                |
| 09 |                                                                                                | Sanet Steenkamp                                                                                | 1972–                                                                                          | SWAPO                                                                                          | Nandi-Ndaitwah                                                                                 | 2025                                                                                           |                                                                                                |